# 町田市立てこもり事件 (1992年)
町田市立てこもり事件（まちだし たてこもりじけん）とは、1992年7月8日に神奈川県警察の捜査員を殺害した男が、東京都町田市の民家で家人を人質に取り立て籠もった事件。
警視庁捜査第一課の特殊犯捜査係（SIT）によって人質が救出され、犯人は逮捕された。また事件当時、犯人の知人にあたる男性が警察に協力（犯人の説得）を申し出ており、事件解決はこの男性の協力によるところが大きい。

## 事件の概要
1992年7月8日、神奈川県大和市のホテルに潜伏していた強盗容疑の男（当時23歳）を、神奈川県警の捜査員たちが取り押さえようとしたところ、男は拳銃を発砲して逃走した。この際に刑事部機動捜査隊員1名が殉職し、刑事部捜査第一課警部補1名が重傷を負った。
その後、犯人は子供を人質に取り、さらにトラックで逃走。横浜市でトラックを乗り捨て（子供も解放された）、通行人の女性に拳銃を発射して腕に怪我を負わせ、東京都と神奈川県の都県境付近で行方が分からなくなった。
警視庁と神奈川県警察で大規模な捜索を実施した結果、東京都町田市つくし野の民家で、男が家人を人質に取り、立て籠もっていることが確認された。犯人は民家に逃げ込む途中、誤って拳銃で自分の左腕を撃ち抜き負傷していた。また犯人は潜伏先のホテルで覚醒剤を使用していたことが判明した。
犯人の知人にあたる男性が警察への協力を申し出て、犯人を説得したところ、犯人は逃走用の車の用意と、知人の男性に車を運転することを要求した。犯人と人質が逃走用の車に乗り込んだ際、知人の男性が、犯人の持っていた包丁を押さえつけ、その隙に警視庁の特殊犯捜査係が犯人を制圧し逮捕した。
なお、この事件では、警視庁警備部から狙撃手数名が派遣され、現場で配置についていたとされている。
1993年5月10日、横浜地方裁判所は犯人に対し無期懲役の判決を言い渡した。被告人は控訴したが東京高等裁判所は控訴棄却、さらに上告したものの、1995年9月に最高裁判所は上告を棄却し、刑が確定した。
犯人は本件を引き起こす以前より覚醒剤を常習し、1990年には覚醒剤の所持により執行猶予付き有罪判決を受けていた。その後も覚醒剤の濫用は止まず、本件の直前にも金銭目的から窃盗や脅迫、強盗を繰り返しており、執行猶予中に再逮捕されれば長期の懲役は免れないと考え、知人の暴力団組員よりトカレフTT-33を購入、本件の発生に至った。
神奈川県警はホテルに潜伏中の犯人が拳銃を所持しているとは思わず、捜査員に拳銃を携行させないまま現地に向かわせたことが、後に初動捜査のミスとして批判を受けた。なお、神奈川県警は犯人が刃物を用いて強盗を繰り返していたことから、捜査員に防弾チョッキを着用させていたが、犯人の発射した銃弾は防弾チョッキの防弾板の継ぎ目をすり抜けて先頭の捜査員の胸部に命中。この捜査員は心臓を撃ち抜かれて即死し、身体を突き抜けた銃弾は後方に立っていた別の捜査員の足に命中し、重傷を負わせた。
犯人は一審判決を不服として東京高等裁判所に控訴しているが、争点は殉職した捜査員の後方に立っていて重傷を負った捜査員に対する殺意の有無であり、犯人は「自分は先頭の捜査員に対して撃っただけで、後方の捜査員に対する殺人未遂は成立し得ない」と主張したが、東京高裁はこれを受け入れなかった。
トカレフの7.62x25mmトカレフ弾は貫通能力が高く、当時警察が用いていた防弾チョッキでは仮に防弾板の部分で銃弾を受け止めたとしても貫徹されてしまったであろうとされており、この事件が契機となりトカレフ弾にも耐えうる新型の防弾チョッキの開発が進められるようになったとされている。